# 拉撒路的复活 (伦勃朗)

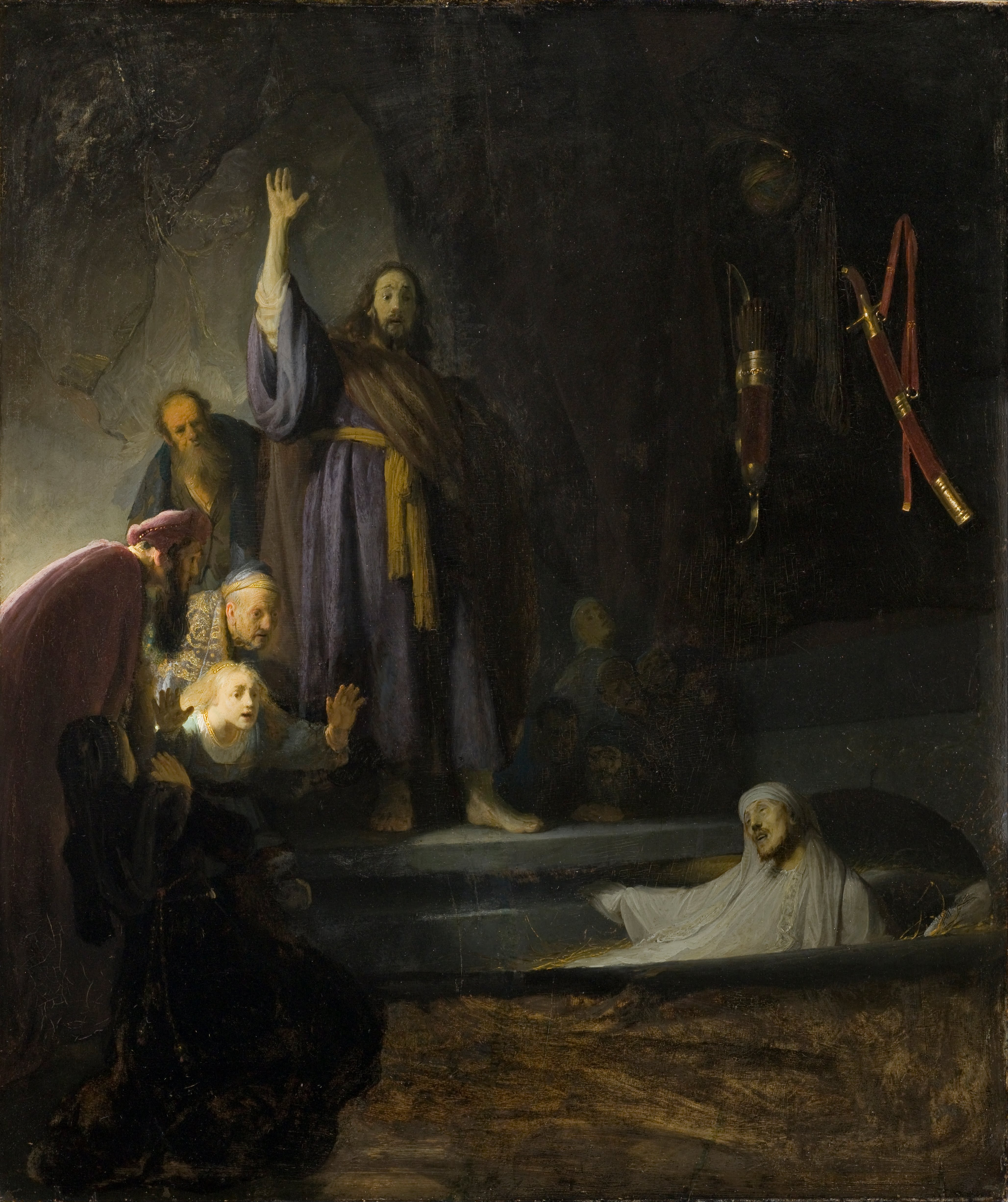
《拉撒路的复活》

《拉撒路的复活》是荷兰画家伦勃朗 的一幅早期油画作品，可能创作于1630 年到 1632 年之间。尺寸为96.36 x 81.28 cm。作品描绘了约翰福音第 11 章中拉撒路的复活。 1656年在破产拍卖中售出。现藏于洛杉矶县艺术博物馆。